# Зелёный театр (Киев)
Зелёный театр — театр под открытым небом в Киеве, построенный на склонах Днепра в 1949 году. Элементом театра является одна из двух казематных стен бывшей военной постройки XIX века Новой Печерской крепости. В 2011—2014 годах в комплексе размещался летний ночной клуб.

## История
Первые стены Зелёного театра появились в середине XIX века. Тогда было решено усилить укрепления вокруг Печерской крепости, закрыв овраг двумя подпорными стенами, которые бы прикрывали собой водокачку на берегу Днепра. Обе стены имеют внутренние галереи, ружейные и пару артиллерийских бойниц.
Верхняя полукруглая подпорная стена сооружена в 1853—54-м годах. Нижняя прямая подпорная стена построена чуть позже, в 1856 году — двухъярусная сводчатая галерея с ружейными бойницами. Она должна была закрывать подходы к Цепному мосту и охранять Подольский набережный верк (укрепление), более известный как Подольские ворота. Через обе подпорные стены проходил подземный ход, соединявший мастерские на Арсенальной и водокачку на берегу Днепра. По подземелью были проложены чугунные водопроводные трубы.
В начале XX века крепость начали использовать как склад, а верк — в качестве водокачки. Позже башню снесли, а между стенами построили кинотеатр. Кинотеатр был построен после Второй мировой войны в 1949 году. Центр города был руинах, поэтому архитектор Александр Власов предложил построить развлекательный центр на склонах Днепра. Здесь был разбит парк с каруселями и амфитеатр на 4 тысячи мест. С открытием Октябрьского дворца и Гидропарка Зелёный театр утратил популярность.
В начале 1980-х годов была осуществлена реконструкция Зелёного театра: упорядочили сливные колодцы, укрепили верхнюю стену, соорудили гранитные подпорные стены, а также двухъярусные балконы на 900 мест с лоджиями.

## Клубная площадка
С 2011 года в Зелёном театре размещался одноимённый летний ночной клуб, которым управляли арт-директор Михаил Кацурин и финансовый директор Дмитрий Сидоренко. В 2014 году «Зелёный театр» работал и днём: на нижнем уровне клуба были открыты бассейн с навесами, гриль-бар и игровая зона. В сентябре 2014-го решением суда комплекс вернули в собственность общины из-за невыполнения условий аренды и клуб был закрыт.